# Nothrus leleupi
Nothrus leleupi är en kvalsterart som beskrevs av Balogh 1958. Nothrus leleupi ingår i släktet Nothrus och familjen Nothridae. Inga underarter finns listade i Catalogue of Life.